# 성대결절
성대결절(聲帶結節)은 성대에서 많은 양의 세포 덩어리들이 자라나는 것이다. 일반적으로 이러한 덩어리들은 성대의 앞에서 1/3 내지는 뒤에서 2/3 지점에서 주로 발생한다.
성대결절은 성대가 인간이 발화할 때 기압에 맞게 빠르게 변화하는 능력을 감소시키거나 막으며, 발성장애 내지는 음역의 감소, 목소리를 낼 때 괴로움을 느끼거나 목소리가 자주 갈라지는 증상이 발생한다. 성대결절은 주로 아이들이나 성인 여성들에게 자주 발생한다.
성대결절은 성대의 양면에서 대칭적으로 부어오른 곳에서 발생하며, 보통 크게 고함을 치거나 기침을 하는 등 성대에 격한 자극을 주는 것이 원인으로 알려져 있다. 또한 지속적으로 목소리를 크게 내야 하는 환경에 노출된 사람들에게서도 민감하게 나타난다.

## 같이 보기
- 성대
- 음성